# Gergő Nagy (cầu thủ bóng đá)
Gergő Nagy (sinh 7 tháng 1 năm 1993 ở Gyula) là một cầu thủ bóng đá Hungary hiện tại thi đấu cho Budapest Honvéd FC.

## Thống kê câu lạc bộ
| Câu lạc bộ          | Mùa giải | Giải vô địch | Giải vô địch | Cúp     | Cúp       | Cúp Liên đoàn | Cúp Liên đoàn | Châu Âu | Châu Âu   | Tổng    | Tổng      |
| Câu lạc bộ          | Mùa giải | Số trận      | Bàn thắng    | Số trận | Bàn thắng | Số trận       | Bàn thắng     | Số trận | Bàn thắng | Số trận | Bàn thắng |
| ------------------- | -------- | ------------ | ------------ | ------- | --------- | ------------- | ------------- | ------- | --------- | ------- | --------- |
| Honvéd              |          |              |              |         |           |               |               |         |           |         |           |
| 2010–11             | 13       | 0            | 3            | 0       | 2         | 1             | 0             | 0       | 18        | 1       |           |
| 2011–12             | 0        | 0            | 0            | 0       | 1         | 0             | 0             | 0       | 1         | 0       |           |
| 2012–13             | 15       | 3            | 2            | 0       | 4         | 0             | 0             | 0       | 21        | 3       |           |
| 2013–14             | 22       | 1            | 0            | 0       | 2         | 0             | 2             | 0       | 26        | 1       |           |
| 2014–15             | 21       | 0            | 2            | 0       | 3         | 0             | –             | –       | 26        | 0       |           |
| 2015–16             | 32       | 2            | 2            | 0       | –         | –             | –             | –       | 34        | 2       |           |
| 2016–17             | 19       | 1            | 5            | 0       | –         | –             | –             | –       | 24        | 1       |           |
| 2017–18             | 12       | 0            | 1            | 0       | –         | –             | 2             | 0       | 15        | 0       |           |
| Tổng                | 134      | 7            | 15           | 0       | 12        | 1             | 4             | 0       | 153       | 8       |           |
| Tổng cộng sự nghiệp |          | 134          | 7            | 15      | 0         | 12            | 1             | 4       | 0         | 153     | 8         |

Cập nhật theo các trận đấu đã diễn ra tính đến ngày 9 tháng 12 năm 2017.